# Romée Leuchter
Romée Leuchter (Heerlen, 12 januari 2001) is een Nederlands voetbalspeelster. Ze speelt als aanvaller voor PSG in de Division 1 Féminine.

## Clubcarrière
Romée Leuchter speelde in de jeugd van  RKSV Olympia Schinveld, waarna ze werd gescout door CTO Zuid en tekende in 2019 een tweejarig contract bij PSV.
In 2021 maakte de speelster de overstap naar Ajax.  Voor Ajax kwam Leuchter 60 keer in actie waarin ze clubtopscorer aller tijden werd met 62 doelpunten. In het seizoen 2022/23 werd ze daarnaast kampioen van de Vrouwen Eredivisie met de Amsterdammers.
In de zomer van 2024 maakte Leuchter een transfer naar het Franse PSG.

## Statistieken
| Seizoen | Club   | Land      | Competitie | Wedstrijden | Doelpunten |
| ------- | ------ | --------- | ---------- | ----------- | ---------- |
| 2019/20 | PSV    | Nederland | Eredivisie | 1           | 0          |
| 2020/21 | PSV    | Nederland | Eredivisie | 15          | 4          |
| 2021/22 | Ajax   | Nederland | Eredivisie | 24          | 25         |
| 2022/23 | Ajax   | Nederland | Eredivisie | 18          | 17         |
| 2023/24 | Ajax   | Nederland | Eredivisie | 18          | 20         |
| 2024/25 | PSG    | Frankrijk | Division 1 |             |            |
| Totaal  | Totaal | Totaal    | Totaal     | 76          | 66         |

Laatste update: 11 julu 2024

## Interlandcarrière
Leuchter speelde achtereenvolgens voor Oranje O15, O17 en O19.
Op 28 november 2021 debuteerde zij in de wedstrijdselectie van het Nederlands elftal. Haar eerste speelminuten volgden op 16 februari 2022 op het Tournoi de France tegen Brazilië. Drie dagen later volgde een eerste basisplaats tegen Finland.
Leuchter maakte deel uit van de selectie voor het Europees kampioenschap voetbal vrouwen 2022. In de laatste EK-groepswedstrijd tegen Zwitserland op 17 juli 2022 scoorde Leuchter als invaller in de slotfase haar eerste twee interlanddoelpunten. Voor het Wereldkampioenschap voetbal vrouwen 2023 in Australië en Nieuw-Zeeland werd Leuchter uiteindelijk niet geselecteerd door bondscoach Andries Jonker, tot grote teleurstelling van veel fans.
| Interlands van Romée Leuchter voor Nederland | Interlands van Romée Leuchter voor Nederland | Interlands van Romée Leuchter voor Nederland | Interlands van Romée Leuchter voor Nederland | Interlands van Romée Leuchter voor Nederland | Interlands van Romée Leuchter voor Nederland |
| №                                            | Datum                                        | Wedstrijd                                    | Uitslag                                      | Competitie                                   | Goals                                        |
| -------------------------------------------- | -------------------------------------------- | -------------------------------------------- | -------------------------------------------- | -------------------------------------------- | -------------------------------------------- |
| 1                                            | 16 februari 2022                             | Brazilië – Nederland                         | 1–1                                          | Tournoi de France                            |                                              |
| 2                                            | 19 februari 2022                             | Finland – Nederland                          | 0-3                                          | Tournoi de France                            |                                              |
| 3                                            | 8 april 2022                                 | Nederland - Cyprus                           | 12–0                                         | WK-kwalificatie                              |                                              |
| 4                                            | 12 april 2022                                | Nederland – Zuid-Afrika                      | 5-1                                          | Vriendschappelijk                            |                                              |
| 5                                            | 17 juli 2022                                 | Zwitserland – Nederland                      | 1-4                                          | Euro 2022                                    | Goal · Goal                                  |

## Privé
Leuchter groeide op in Schinveld. Haar voetbalcarrière begon bij R.K.S.V. Olympia Schinveld.